# Nalkheda
Nalkheda é uma cidade e uma nagar panchayat no distrito de Shajapur, no estado indiano de Madhya Pradesh.

## Demografia
Segundo o censo de 2001, Nalkheda tinha uma população de 14,201 habitantes. Os indivíduos do sexo masculino constituem 52% da população e os do sexo feminino 48%. Nalkheda tem uma taxa de literacia de 59%, inferior à média nacional de 59.5%: a literacia no sexo masculino é de 68% e no sexo feminino é de 49%. Em Nalkheda, 17% da população está abaixo dos 6 anos de idade.